# Guillaume IX d'Hugues
Guillaume IX d'Hugues  fut archevêque d'Embrun du 16 septembre 1612 au 27 octobre 1648.

## Biographie
Guillaume d’Hugues, troisième fils de Michel et de Delphine du Pré, né à Pouzols, au diocèse de Béziers.
Il fait ses premières études au collège des Jésuites de Rodez mais il entre très jeune aux Frères mineurs conventuels d'Avignon où il complète son éducation dans la studia franciscaine. Il remplit des fonctions de professeur et devint successivement gardien d'Avignon et des autres maisons de Cordeliers du sud de la France et  Ministre général de l’ordre en 1601 à 37 ans.
Il a une bonne réputation de prédicateur quand le roi Henri IV le charge des affaires de France dans les différentes cours d’Italie, d’Allemagne et d’Angleterre ainsi qu'auprès du Vatican. Marie de Médicis, régente, le nomma à l’archevêché d’Embrun en 1612 archidiocèse stratégique car il dépend du Gouverneur du Dauphiné Lesdiguières qui est un réformé. Il est confirmé le 3 septembre et consacré à Rome le même mois. Il va accompagner en Espagne Élisabeth de France, mariée à Philippe IV, et conduisit en Angleterre Henriette de France, mariée au futur Charles Ier, après avoir négocié ces mariages. Il fit édifier plusieurs monuments remarquables à Embrun et mourut dans son diocèse le 27 octobre 1648